# Aspekt (astronomia)
Aspekt – wzajemna odległość Słońca, Księżyca i innych planet mierzona w stopniach wzdłuż ekliptyki. Aspekty brane są pod uwagę przy układaniu horoskopów. Najważniejsze znaczenie w astrologii mają:
- koniunkcja (0 stopni),
- sekstyl (60 stopni),
- kwadratura (90 stopni),
- trygon (120 stopni),
- opozycja (180 stopni).